# 오우치촌 (야마구치현)
오우치촌(大内村)은 일본 야마구치현 요시키군에 설치되었던 촌이다. 현재의 야마구치시의 일부에 해당한다.